# 瑟普賴斯 (紐約州)
瑟普賴斯（英語：Surprise）是位於美國紐約州格林縣的非建制地區。

## 歷史
瑟普賴斯的郵局於1889年設立，其後於1988年停運。

## 地理
瑟普賴斯所處的海拔為高於海平面167米（即548英呎），而該地所採用的時區為UTC-5，即北美东部时区（EST）。同時該地設有夏令時間，為UTC-5調快一小時，即UTC-4（EDT）。